# دیه‌گو سیموئز
دیه گو سیموئز (به پرتغالی: Diego de Souza Simões) هافبک اهل برزیل است که در شهر São Lourenço و در تاریخ ۱۸ ژانویهٔ ۱۹۹۱ به دنیا آمده‌است.
دیه گو سیموئز در تیم‌های فوتبال باشگاه فوتبال پادوا سابقهٔ حضور دارد.